# معاهدة ميونخ

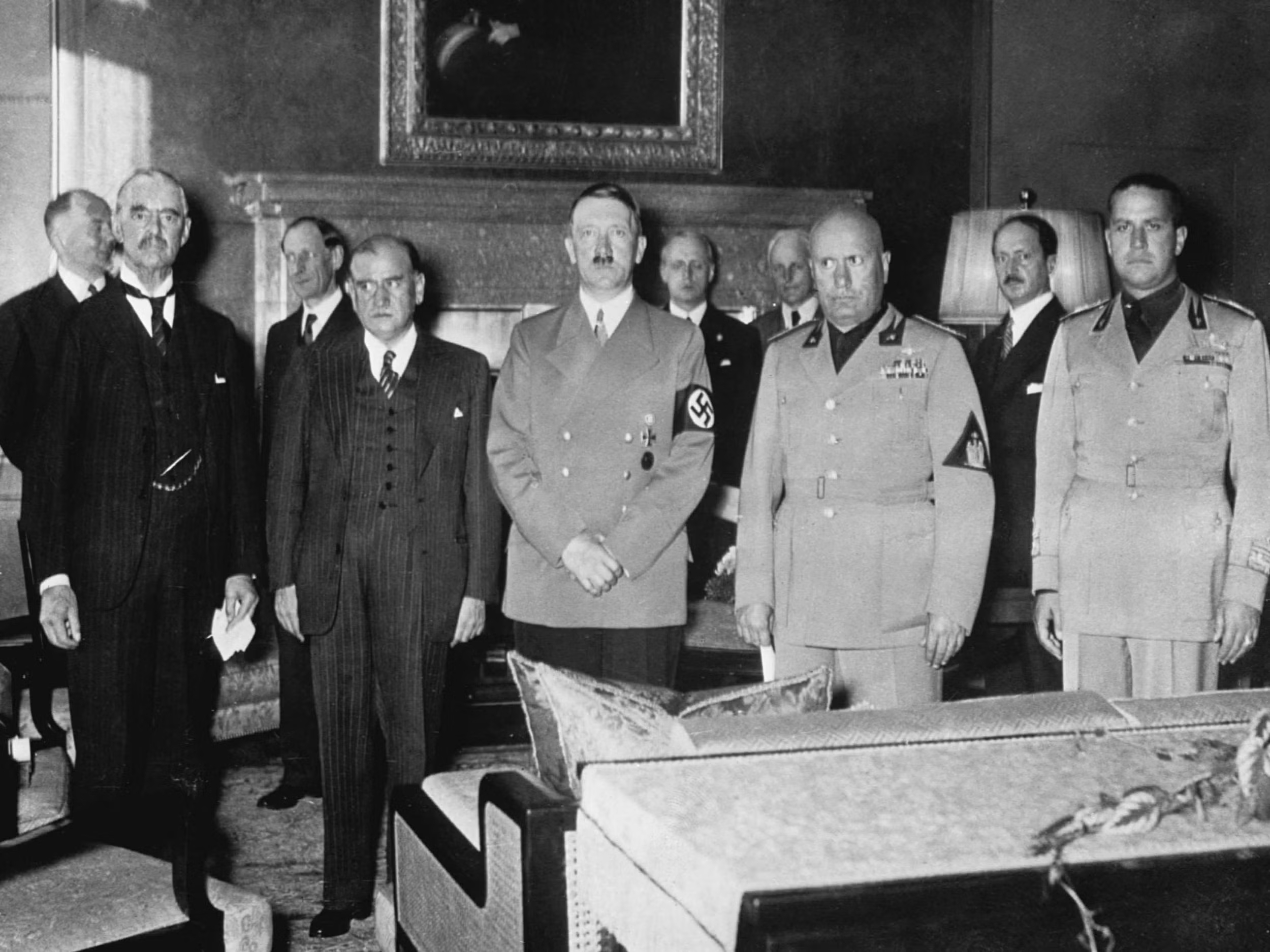
صور القادة قبل توقيع المعاهدة. من اليمين غالياتسو تشانو، بينيتو موسوليني، أدولف هتلر، إدوار دلادييه، نيفيل تشامبرلين

معاهدة ميونخ أو اتفاق ميونيخ هي اتفاقية تمت في ميونخ في 30 سبتمبر 1938، بين ألمانيا النازية، وبريطانيا، وفرنسا، وإيطاليا، وكانت بمثابة تسوية تسمح بضم ألمانيا النازية لمنطقة السوديت التابعة لـتشيكوسلوفاكيا والتي يعيش فيها مواطنون ناطقون بالالمانية في محاولة لاحتواء ألمانيا النازية وتجنب اندلاع حرب عالمية أخرى. كان الهدف من المؤتمر هو مناقشة مطالب أدولف هتلر حول منطقة السوديت التي يقطنها مواطنون ناطقون بالألمانية، حيث كانت منطقة السوديت تابعة للإمبراطورية النمساوية المجرية ثم ضمت إلى تشيكوسلوفاكيا بعد الحرب العالمية الأولى، حسب قرارات معاهدة فرساي سنة 1919. فبعد أن هدد أدولف هتلر باستعمال القوة ضد تشيكوسلوفاكيا لضم منطقة السوديت تأزمت العلاقات بين الدول العظمى في أوروبا، حيث أن تشيكوسلوفاكيا كانت قد وقعت على اتفاقيات تحالف عسكري مع فرنسا ومع الاتحاد السوفيتي.فإذا أعلن أدولف هتلر الحرب ضد تشيكوسلوفاكيا فإنه سيلزم فرنسا والاتحاد السوفيتي بالوقوف إلى جانب تشيكوسلوفاكيا. وهكذا ازداد الخوف من اندلاع حرب عالمية ثانية بسبب هذه الأزمة. وللخروج من هذا الأزمة دعت الدول العظمى في أوروبا لعقد مؤتمر لتسوية هذه المسالة، وعقد هذا المؤتمر في ميونخ. وحضر هذا المؤتمر رئيس وزراء بريطانيا نيفيل تشامبرلين، ورئيس مجلس الوزراء الفرنسي إدوار دلادييه، ورئيس ألمانيا النازية أدولف هتلر، ورئيس ايطاليا بينيتو موسوليني. ولم تدع الدول الأوروبية تشيكوسلوفاكيا، أو الاتحاد السوفيتي للمؤتمر من أجل زيادة إمكانية التوصل إلى اتفاق. واستمر المؤتمر 3 أيام وفي النهاية تم التوقيع على اتفاقية ميونيخ. وكانت نتيجة هذة المعاهدة تقسيم تشيكوسلوفاكيا بين كل من ألمانيا النازية، وبولندا والمجر.
ولأن دولة تشيكوسلوفاكيا لم تُدعى إلى المؤتمر بالإضافة إلى أن التحالف العسكري الذي أقيم بين تشيكوسلوفاكيا وفرنسا أثبت أنه عديم الفائدة، فقد عبرت تشيكوسلوفاكيا بأنها قد تعرضت للخيانة من قبل المملكة المتحدة، وفرنسا، لذا أطلق التشيك والسلوفاك مجموعة من الشعارات على اتفاق ميونيخ مثل: (بالعربية: خيانة ميونخ؛ بالإنجليزية: Munich Betrayal؛ بالتشيكية: Mnichovská zrada ؛ بالسلوفاكية: Mníchovská zrada). أيضا شعار: (بالعربية: عننا، بدوننا!؛ بالإنجليزية: !About us, without us؛ بالتشيكية: !O nás bez nás).
تعتبر منطقة السوديت ذات أهمية إستراتيجية لتشيكوسلوفاكيا، حيث يوجد فيها معظم دفاعاتها على الحدود وبنوكها هناك، بالإضافة إلى المناطق الصناعية الثقيلة. يصف العديد من السياسين هذه الاتفاقية، بالفشل، والحماقة، والخطأ الذي لايغتفر. عارض ونستون تشرشل الاتفاقية وتحدث في 5 أكتوبر 1938، في مجلس العموم بأن الاتفاقية وقعت فقط لإسترضاء أدولف هتلر، وانها ستجعل أدولف هتلر يطالب بالمزيد من الآراضي في أوروبا الشرقية ثم أوروبا الغربية مما سيسبب حرب عالمية أخرى. وأن بريطانيا وفرنسا ستدفعان ثمن توقيعهما الاتفاقية. وتعرض الرئيس البريطاني نيفيل تشامبرلين للانتقادات من قبل ونستون تشرشل وأنصاره ووصفوه بالضعيف والمتخاذل.

## الخلفية التاريخية

### استقلال تشيكوسلوفاكيا

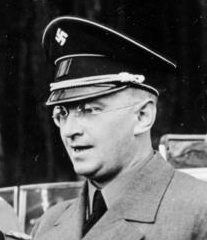
زعيم الحزب الألماني السوديتي كونراد هينلين.

أُنشئت تشيكوسلوفاكيا في عام 1918، بعد انهيار الإمبراطورية النمساوية المجرية في نهاية الحرب العالمية الأولى. واعترفت معاهدة فرساي التي وقعت في عام 1919، باستقلال تشيكوسلوفاكيا. وكانت تشيكوسلوفاكيا تضم حينها مايقارب الثلاثة ملايين شخص يتحدثون الألمانية، أي مايقارب 24٪ من إجمالي السكان حينها. وينتشر غالبية المتحدثين بالألمانية في الغالب في منطقة تُدعى منطقة السوديت وهي منطقة تحدّ ألمانيا ودولة النمسا التي أنشئت حديثًا. وبعد استقلال تشيكوسلوفاكيا لم تتم استشارة الناطقين بالألمانية في منطقة السوديت حول ما إذا كانوا يرغبون في أن يكونوا مواطنين في دولة تشيكوسلوفاكيا أم لا. وعلى الرغم من أن الدستور يضمن المساواة لجميع المواطنين في تشيكوسلوفاكيا، إلا أنه كان هناك توجه على صعيد الزعماء والسياسيين لتحويل تشيكوسلوفاكيا إلى «دولة قومية تشيكية وسلوفاكية». ومع ان حكومة تشيكوسلوفاكيا حاولت دمج الأقليات ومنهم الناطقين بالألمانية في الدولة إلا أنه بالمجمل كانت الأقليات وخاصة الناطقين بالألمانية يعانون من التهميش، والتمثيل المنخفض والبسيط في الحكومة، والجيش. وزيادة على ذلك عندما بدأ الكساد الكبير في عام 1929، تضررت منطقة السوديت بشكل كبير جدا لانها كانت منطقة صناعية وتعتمد على التصدير وأصبح غالبية سكان هذه المنطقة عاطلون عن العمل. وبحلول 1936، أصبح 60% من العاطلين في دولة تشيكوسلوفاكيا هم من الناطقين بالألمانية.
في عام 1933، أسس أحد الناطقين بالألمانية في منطقة السوديت وهو كونراد هينلين الحزب الألماني السوديتي، وكان حزبه متشدد وشعبوي ومعادٍ بشكل علني للحكومة التشيكوسلوفاكية وسرعان ما استحوذ على ثلثي الأصوات في المقاطعات التي يقطنها عدد كبير من السكان الناطقين بالألمانية. ويختلف المؤرخون حول ما إذا كان الحزب الألماني السوديتي منذ بدايته منظمة نازية أو حزب تطور ليصبح منظمة نازية. وبحلول عام 1935، كان الحزب الألماني السوديتي ثاني أكبر حزب سياسي في تشيكوسلوفاكيا حيث ركزت أصوات الناطقين بالألمانية على هذا الحزب بينما انتشرت الأصوات التشيكية والسلوفاكية بين عدة أحزاب. بعد عملية آنشلوس التي نتج عنها ضم دولة النمسا الاتحادية إلى ألمانيا النازية حدث لقاء بين زعيم الحزب الألماني السوديتي كونراد هينلين وبين أدولف هتلر في برلين في 28 مارس 1938، حيث طلب أدولف هتلر من كونراد هينلين أن يقدم طلبات كبيرة إلى الحد التي تراها حكومة تشيكوسلوفاكيا التي كان يقودها حين ذاك إدوارد بينش غير مقبولة. وفي 24 أبريل 1938، قدم زعيم الحزب الألماني السوديتي كونراد هينلين مجموعة من المطالب عرفت باسم «برنامج كارلسباد» ومن بينها هذه المطالب الحكم الذاتي في المناطق التي يعيش بها الناطقون بالألمانية في تشيكوسلوفاكيا. وردت حكومة تشيكوسلوفاكيا بإنها مستعدة لتقديم المزيد من الحقوق للأقلية الألمانية أما الحكم الذاتي فهو أمر مرفوض.
زاد حدة التوتر بين ألمانيا النازية وتشيكوسلوفاكيا حول حقوق الألمان، مما نتج عنه في 15 سبتمبر 1938، تقديم الحكومة التشيكوسلوفاكية عرض لألمانيا النازية يتضمن حصول ألمانيا النازية على 6,000 كيلومتر مربع من أراضي تشيكوسلوفاكيا بمقابل سماح ألمانيا النازية لتشيكوسلوفاكيا بطرد مليونَي ألماني منطقة السوديت، ولكن أدولف هتلر لم يرد على العرض.

### أزمة السوديت
فرنسا وبريطانيا لم يرغبوا في الدخول في حرب مع ألمانيا النازية لذلك كانت فرنسا وبريطانيا يحاولون استرضاء أدولف هتلر لتجنب الحرب. وعندما اندلعت أزمة منطقة السوديت لم ترغب الحكومة الفرنسية في مواجهة ألمانيا النازية بمفردها، لذلك طلبت من بريطانيا التي كانت تقودها حكومة رئيس الوزراء البريطاني نيفيل تشامبرلين التدخل في هذه الازمة. وبرر نيفيل تشامبرلين للمطالب الألمانية في السوديت، وإعتبر أن نوايا أدولف هتلر في تشيكوسلوفاكيا محدودة جدا. لذلك، نصحت كل من فرنسا وبريطانيا تشيكوسلوفاكيا بالقبول بمطالب ألمانيا النازية. ولكن قوبلت هذه النصائح بالرفض من قبل تشيكوسلوفاكيا. وأعلنت الحكومة التشيكوسلوفاكية في 19 مايو 1938، التعبئة الجزئية للاستعداد للغزو الألماني المحتمل.
في 20 مايو 1938، قدم أدولف هتلر وجنرالاته مشروع خطة للهجوم على تشيكوسلوفاكيا وأطلق على هذه العملية «غرين»، وأصر أدولف هتلر على أنه يجب «القضاء على تشيكوسلوفاكيا» عسكريا دون «استفزاز»، أو يجب أن يكون هناك «تبرير سياسي كاف» لهذه العملية. في 28 مايو 1938، دعا أدولف هتلر إلى عقد اجتماع لرؤساء الأجهزة الألمانية حيث أمر بتسريع عملية بناء البارجة تيربيتز، والبارجة بسمارك للانتهاء منهما في ربيع 1940، وطلب بزيادة القوة النارية لطراد شارنهورست وجنيزنو في أسرع وقت. أدولف هتلر كان يدرك حينها بأن طلباته لتطوير البحرية النازية غير كافية للدخول في حرب بحرية كاملة مع بريطانيا، لذلك كان يأمل بأن تكون على الأقل كافية لردع بريطانيا. بعد عشرة أيام، وقع أدولف هتلر توجيهًا سريًا للحرب ضد تشيكوسلوفاكيا، وطلب بان تبدأ الحرب في موعد لا يتجاوز 1 أكتوبر 1938. ذكر فريتز فايدمان وهو معاون لأدولف هتلر بعد الحرب العالمية الثانية بأنه كان «مصدوم للغاية» من خطط أدولف هتلر حينها لمهاجمة بريطانيا وفرنسا خلال ثلاث أو أربع سنوات بعد «التعامل مع الوضع» في تشيكوسلوفاكيا. وأشار الجنرال لودفيغ بيك، رئيس هيئة الأركان العامة الألمانية، ان خطة أدولف هتلر السريعة للهجوم على تشيكوسلوفاكيا كانت بسبب الدفاعات التشيكوسلوفاكية التي كان يتم تطويرها بشكل ارتجالي، بالإضافة إلى أن برنامج إعادة التسليح البريطاني لن يكون مؤثرا إلا في عام 1941 أو عام 1942. وأشار الجنرال ألفرد يودل في مذكراته إلى أن التعبئة الجزئية التشيكوسلوفاكية في 21 مايو قد أدت بهتلر إلى إصدار أمر جديد لعملية «غرين» في 30 مايو، وهو أنه يجب تنفيذ عملية «غرين» في موعد لا يتجاوز 1 أكتوبر على أبعد تقدير.
في 22 مايو 1938، أخبر جوليوس سوكاسيويتش السفير البولندي في فرنسا، وزير الخارجية الفرنسي جورج بونييه أنه إذا تحركت فرنسا ضد ألمانيا النازية دفاعاً عن تشيكوسلوفاكيا فان بولندا لن تتحرك. وأن بولندا ستعارض أي محاولة من جانب الاتحاد السوفيتي للدفاع عن تشيكوسلوفاكيا من ألمانيا النازية. تحدث رئيس مجلس الوزراء الفرنسي إدوار دلادييه مع جاكوب سورتس، السفير السوفييتي في فرنسا واخبره بأنه لا يمكن الاعتماد على بولندا، بالإضافة إلى أن بولندا قد تكون لديها نوايا بطعن فرنسا والاتحاد السوفيتي مع الظهر.
ادعى الرئيس الألماني أدولف هتلر، أن حكومة تشيكوسلوفاكيا ليست عادلة في معاملاتها مع المقيمين الألمان في إقليم السوديت، وأن أراضيهم يجب أن تكون جزءًا من ألمانيا.
حاول رئيس وزراء بريطانيا نفيل تشمبرلين التوصل إلى تسوية سلمية، فقابل هتلر مرتين في سبتمبر عام 1938م، ولكن المفاوضات فشلت. اقترح تشمبرلين في نهاية الأمر عقد مؤتمر يضم الزعيم الفرنسي إدوارد دالاديه والإيطالي بنيتو موسوليني في ميونخ في 29، 30 سبتمبر 1938م ونَتَج عنه توقيع اتفاقية ميونخ.
وكان رئيس جمهورية تشيكوسلوفاكيا إدوارد بينش يظن آنذاك أن اتفاقية الدفاع المشترك التي تربطه بفرنسا وتربط فرنسا ببريطانيا سوف تعزز موقف بلاده في النزاع الدائر على سودتي غير أن موقف الحلفاء جاء مغايراً لتوقعاته حيث لم تمنعهم الاتفاقية من ردع هتلر أو إثنائه عن موقفه، لذا تسمى معاهدة ميونخ (بخيانة ميونخ) أيضاً.

## توقيع المعاهدة

(1) أكتوبر 1938 ألمانيا تضم إقليم سوديتنلاند طبقا لمعاهدة ميونح.
(2) أكتوبر 1938 بولندا تضم منطقة زاولزي.
(3) نوفمبر 1938 المجر تضم الثلث الجنوبي من سلوفاكيا طبقاً لنص منحة فيينا الأولى
(4)مارس 1939 المجر تضم أوكرانيا الكارباتية والتي كانت تتمتع بالحكم الذاتي ضمن تشيكوسلوفاكيا منذ نهاية 1938.
(5) مارس 1939 ألمانيا تحتل الأراضي التشيكية وتأسس محمية بوهيميا ومورافيا.
(6)
استقلال سلوفاكيا.

وقعت اتفاقية ميونيخ في سبتمبر عام 1938م في ميونيخ بألمانيا، ونصت على قبول بريطانيا وفرنسا طلب ألمانيا بضم أحد أقاليم تشيكوسلوفاكيا. كانت الاتفاقية تختص بمنطقة سوديتنلاند في تشيكوسلوفاكيا التي كان يقطنها 800 ألف تشيكي و 2,800,000 شخص من أصل ألماني. كانت مساحة هذه المنطقة حوالي 28,500 كم² وتضم أغلب المراكز الصناعية والاتصالات والمراكز العسكرية والدفاعات الطبيعية الحيوية في تشيكوسلوفاكيا. تضمنت المعاهدة وعدًا من ألمانيا بإنهاء توسُّعاتها العدوانية، واعتبرتها بريطانيا وفرنسا محاولة لتجنب الحرب. ولكن ألمانيا نقضت الاتفاقية وجرَّت أوروبا نحو بداية الحرب العالمية الثانية (1939 - 1945م).
سمحت هذه المعاهدة لألمانيا بضم إقليم سوديتنلاند، وفي المقابل وعد هتلر بأن تكون سوديتنلاند آخر منطقة يطالب بها في أوروبا. كما تضمَّنت الاتفاقية تكوين لجنة دولية للإشراف على الاحتلال وإقامة انتخابات في مناطق النزاع الأخرى، وضمان مشترك لاستقلال تشيكوسلوفاكيا بعد تقليصها وتعديل طلبات كل من بولندا والمجر. لم يُنَفّذ بالفعل إلا البندان الأول والأخير من الاتفاقية وقد وضَح في البداية أن اتفاقية ميونيخ، ستُجنب أوروبا الحرب، وذكر تشمبرلين للجماهير المهللِّة في إنجلترا أنه ¸السلام بشرف والسلام في عصرنا.

## التبعات

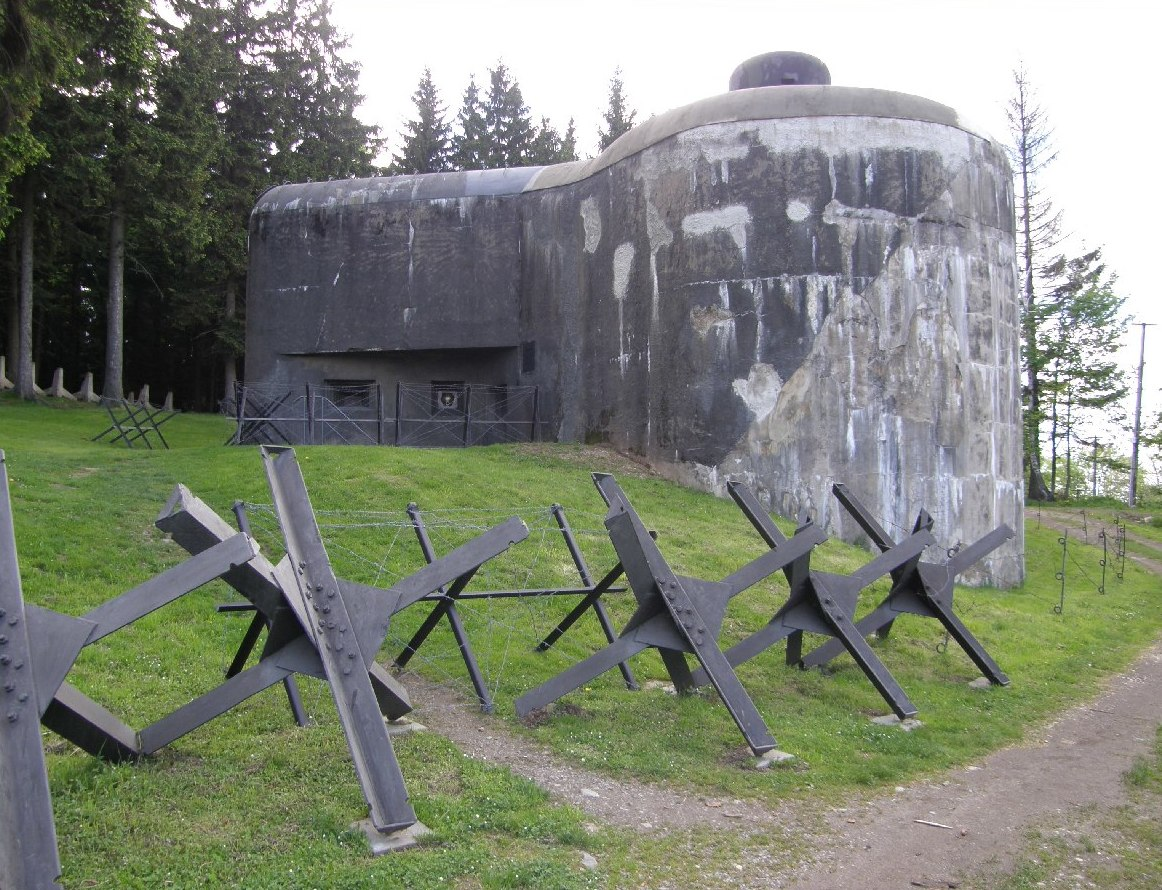
قامت تشيكوسلوفاكيا ببناء نظام من التحصينات الحدودية من عام 1935 إلى عام 1938 كإجراء دفاعي مضاد ضد التهديد المتزايد لألمانيا النازية.

بعد ستة أشهر فقط من توقيع المعاهدة، نكث هتلر وعده وأمر الفيرماخت بالاستيلاء على بقية تشيكوسلوفاكيا. فقد الاتحاد السوفييتي ثقته في قدرة بريطانيا وفرنسا على حفظ السلام وعقد اتفاقًا مع ألمانيا، لتجنُّب الحرب. اعتقد هتلر أن بريطانيا وفرنسا لن تلتزما بتعهدهما بحماية بولندا، فشنَّ هجومًا عليها في سبتمبر عام 1939م. بعد أربعة أيام من الهجوم على بولندا أعلنت بريطانيا ثم فرنسا الحرب على ألمانيا وبدأت الحرب العالمية الثانية. أصبحت اتفاقية ميونخ مثالاً لسياسة الاسترضاء والتنازل. وبعد اتفاقية ميونيخ صار إبرام الاتفاقيات مع الدول العدوانية دعوة للحرب وليست سببًا لمنعها. وما زالت بعض هذه الاتفاقيات تسمَّى ميونيخ أخرى.

## وصلات خارجية
- نص معاهدة ميونخ